# Décès en 1392
Décès
- 1388
- 1389
- 1390
- 1391
- 1392
- 1393
- 1394
- 1395
- 1396

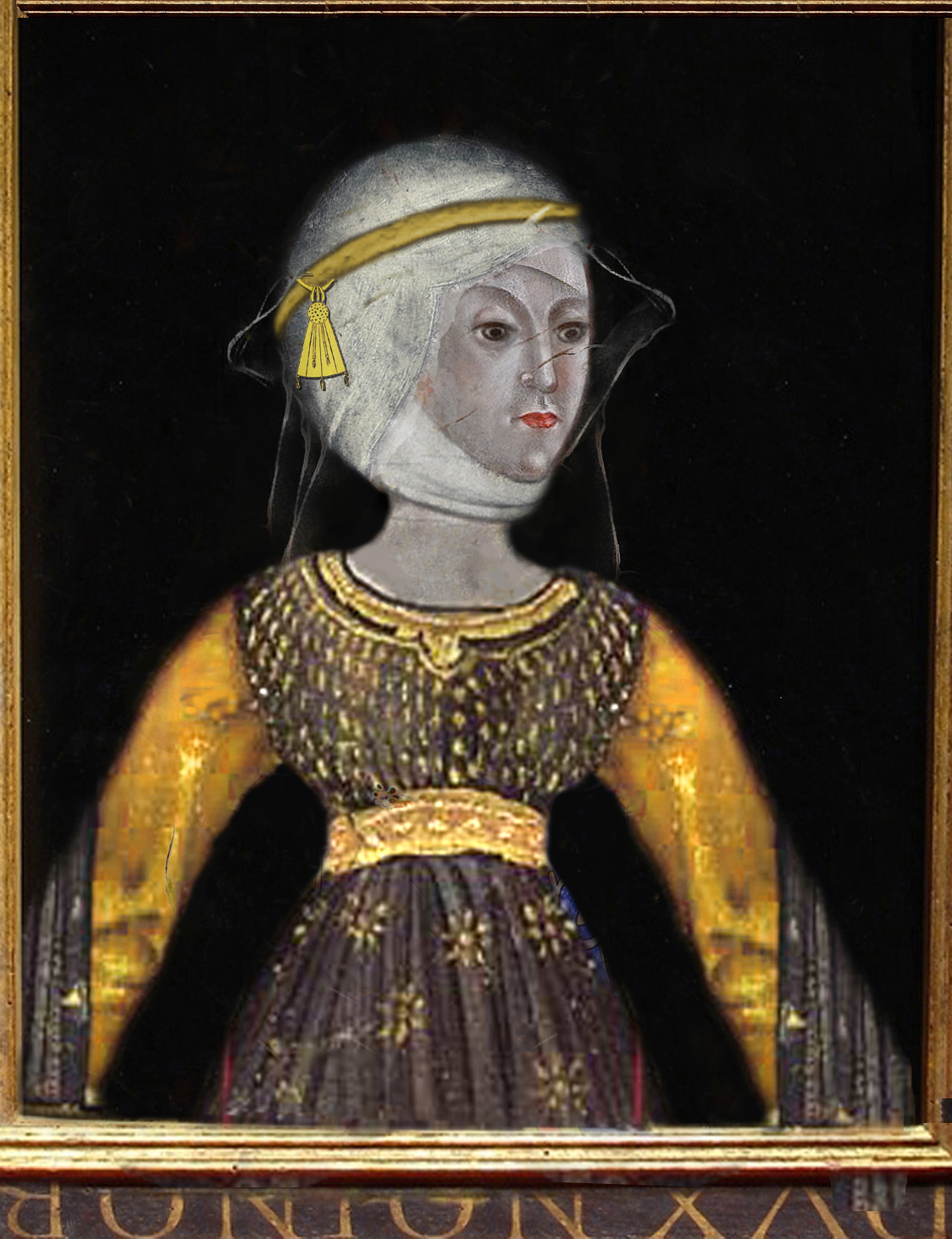
Isabelle de Castille, morte en 1392.

Cette page dresse une liste de personnalités mortes au cours de l'année 1392 :
- 2 février : Agnès de Habsbourg, dernière duchesse de Schweidnitz-Jauer.
- 25 mars : Hosokawa Yoriyuki, samouraï du clan Hosokawa et ministre du shogunat Ashikaga, servant en tant que Kyōto Kanrei (député du shogun à Kyōto).
- 4 avril : Jeong Mong-ju, politicien et un pionnier du néoconfucianisme du temps de la dynastie Goryeo de Corée.
- 16 mai : Alexandre Neville, archevêque d'York.
- 9 août : Jean Ier de Mecklembourg-Stargard, duc de Mecklembourg (Jean IV), puis duc de Mecklembourg-Stargard.
- 19 septembre[1] : Le comte Guillaume de Celje, dont la famille a étendu ses possessions en Carniole et en Styrie. Il a épousé la fille de Casimir Piast de Pologne et marié sa fille Anna à Ladislas Jagellon.
- 25 septembre : Serge de Radonège, fondateur du monastère de la Trinité-Saint-Serge et initiateur du renouveau monastique en Russie.
- 15 octobre : Guillaume de La Voute, abbé de Saint-Vincent-du-Vulturne (Italie), puis évêque de Toulon, de Marseille et enfin évêque de Valence et Die.
- 5 novembre : Pierre de Fétigny,  cardinal-diacre de S. Maria in Aquiro.
- 8 novembre: Bertrand Lagier de Figeac, évêque d'Assise, puis évêque de Glandèves, cardinal-prêtre de S. Prisca, cardinal-prêtre de S. Cecilia puis Cardinal-évêque d'Ostia e Velletri.
- 23 décembre : Isabelle de Castille, duchesse d'York,  épouse d'Edmond de Langley.

- Jean Chaudrier, ou Jehan Chauderer,  seigneur de Nieul-lès-Saintes, et maire de La Rochelle.
- John Arderne, considéré comme le père de la chirurgie en Angleterre.
- Pierre de Genève, comte de Genève, comte de Vaudémont et sire de Joinville.
- Yusuf II de Grenade, ou Abû al-Hajjâj “al-Mustaghanî” Yûsuf II ben Mohammed, onzième émir nasride de Grenade.
- Hermann de Münster, maître-verrier allemand.
- Guy II de Pontailler, seigneur de Talmay, Fenay, Chevigny, Saulon-la-Rue, Saulon-la-Chapelle, Chailly, Champagny, Tart-le-Haut,  Pontailler-sur-Saône et Heuilley-sur-Saône.
- Eberhard II de Wurtemberg, comte du Wurtemberg et comte d'Urach.
- Mahomed Guadix, roi maure de Grenade.
- Lalleshvari, ascète poétesse mystique et sainte du Cachemire.
- Jean Lascaris Calophéros, aristocrate byzantin ayant surtout vécu dans les États latins de la Méditerranée de l'époque, rallié à l'Église catholique, grand brasseur d'affaires et diplomate au service notamment de la papauté.
- Jean Radlica, ou  Jan Radlica, Jean de Radliczyc, Johannes Parvus, médecin et homme politique polonais.

date incertaine (vers 1392)
- Engke Khan, khagan (grand-khan) des Mongols.

## Crédit d'auteurs
- Cet article est partiellement ou en totalité issu de l'article intitulé « 1392 » (voir la liste des auteurs).